# Juan Vieyra
Juan Ignacio Vieyra (20 aprile 1992) è un calciatore argentino, centrocampista svincolato.

## Caratteristiche tecniche
Gioca come esterno destro.

## Carriera
Nella stagione 2012-2013 ha giocato 4 partite in Primera División e 3 partite in Coppa Libertadores con la maglia del Newell's Old Boys.

## Palmarès
- Campionato argentino: 1

Newell's Old Boys: 2012-2013 (C)